# Noodweer tijdens Pukkelpop 2011
Het noodweer tijdens Pukkelpop in Kiewit vond plaats op donderdag 18 augustus 2011, toen op de eerste dag van het festival een hevig onweer over Hasselt trok. Het noodweer kostte aan vijf mensen het leven en zorgde voor grote schade.

## Gebeurtenissen
Op 18 augustus trok omstreeks 18.15 uur een kort, maar zeer hevig onweer over de weide te Kiewit. In enkele minuten tijd stond de volledige weide blank en door de hevige windstoten en valwinden knapten enkele bomen af. Uit angst voor de wind gingen veel mensen in de Château-tent schuilen, maar die stortte ten gevolge van grote hagelstenen, regen en hevige windstoten in. Hierbij kwamen vier personen om het leven en raakten vele anderen licht- tot zwaargewond. Nadat de tent ingestort was, liep iedereen naar de zijuitgangen en probeerden de festivalgangers familie en vrienden te bereiken, waardoor het mobieletelefoonnetwerk enkele uren plat lag. 
Rond twee uur 's nachts waren veel van de 60.000 festivalgangers vertrokken, weg van de ondergelopen weide. Eén vrouw van 21 stierf toen een lichtmast op haar tent viel. Op dat moment hadden al drie mensen het leven gelaten. Later op de nacht stierf nog een slachtoffer in het ziekenhuis. De dag erna vochten nog drie personen voor hun leven. Eén slachtoffer overleed een aantal dagen later.
Uit respect voor de slachtoffers werd het volledige festival afgeblazen. Pukkelpop zou normaal nog tot en met de zaterdag geduurd hebben.
De geëvacueerde campings kregen in de nacht van 19 op 20 augustus dieven op bezoek, die achtergelaten tenten en kampeermateriaal roofden.
Zondag 21 augustus vond er een herdenkingsdienst plaats in de Sint-Lambertuskerk in Kiewit voor de slachtoffers.

## Slachtoffers
Er vielen vijf doden. Eén persoon geraakte verlamd toen een boom op een nabijgelegen stand viel. Er waren ongeveer 140 mensen die medische hulp kregen na het drama, waaronder enkele zwaargewonden. Zes onder hen bezaten de Nederlandse nationaliteit. Aanvankelijk werd melding gemaakt van vijf doden, maar dat aantal werd enkele dagen nadien naar vier bijgesteld, omdat tijdens de chaos een persoon was meegerekend die voor de start van Pukkelpop in het ziekenhuis was opgenomen. Op 24 augustus overleed echter een vijfde persoon in het ziekenhuis aan zijn verwondingen.
Twee dagen na het drama werd de identiteit van de slachtoffers vrijgegeven.

## Reacties
- Premier Leterme sprak dezelfde avond zijn medeleven uit aan de nabestaanden van de slachtoffers.
- Koning Albert II en koningin Paola brachten op 19 augustus 2011 een bezoek aan Kiewit en ondertekenden het rouwregister.
- Op het in datzelfde weekend gehouden Nederlandse festival Lowlands reageerden presentatoren geschokt op de Pukkelpopramp. De groep Smith Westerns, die haar optreden op Pukkelpop moest afbreken toen de tent begon in te storten, hield voor het optreden op Lowlands een minuut stilte.[9] De band dEUS droeg de set op aan de slachtoffers van Pukkelpop en hun familie.[10]
- Ook Foo Fighters herdacht de tragedie tijdens hun show in Oostenrijk op 20 augustus 2011 en op 18 augustus 2012 op Pukkelpop, exact één jaar later.[11][12]

### Herdenking en monument
Op zondag 5 augustus 2012, bijna een jaar na de gebeurtenissen, werd een herdenking gehouden in het bijzijn van de familie van de slachtoffers en werd een monument ter nagedachtenis aan de slachtoffers en gewonden onthuld.

## Rechtszaken

### Burgerlijk proces
Het Pukkelpopdrama bleef niet zonder gevolg. 365 festivalgangers spanden een rechtszaak aan tegen de organisatoren van het festival. Ze eisten elk 150 euro, wat een totale vordering opleverde van 54.750 euro. Het ging om de bedragen die slachtoffers uitgaven aan hun festivaltickets en aan drank- en eetbonnen. De gesloten overeenkomst tussen festivalganger en organisatie werd verbroken toen het festival werd afgelast. Met deze rechtszaak hoopten de gedupeerden hun centen te recupereren. "Overmacht" kon volgens de advocaat van de eisers niet ingeroepen worden, omdat eens het noodweer over was, ook de overmacht stopte.
Chokri Mahassine, de organisator van Pukkelpop, had een compensatie voorgesteld voor alle festivalgangers. Die hield in dat de benadeelden eet- en drankbonnen kregen voor de volgende drie edities van Pukkelpop. 80.000 festivalgangers konden leven met dit voorstel en aanvaardden het.

### Gerechtelijk onderzoek
Naast deze burgerlijke claim liep er ook een strafrechtelijk onderzoek naar het Pukkelpopdrama. Daaruit moest blijken wie aansprakelijk was voor het drama en wie bijgevolg moest instaan voor de schadevergoeding. Een eerste onderzoek toonde aan dat het wel degelijk om buitengewoon noodweer ging en de organisatie geen enkele schuld trof.
Uiteindelijk werd een overeenkomst gesloten tussen de slachtoffers en het Steunfonds Slachtoffers Pukkelpopstorm. Dit steunfonds werkte onafhankelijk van Pukkelpop en betrof een private stichting.
Vier slachtoffers dienden echter een klacht in wegens schuldig verzuim en onopzettelijke slagen en verwondingen. De klacht was gericht tegen de vzw achter Pukkelpop, drie bestuurders van de vzw (onder andere Chokri Mahassine), stad Hasselt en de tentenverhuurder. In 2014 verklaarde het parket dat de aangeklaagden niet vervolgd zouden worden.
Lijst van optredens op Pukkelpop · Noodweer tijdens Pukkelpop 2011